# Ludger Hofmann-Engl
Ludger Hofmann-Engl (* 1964 in Bamberg) ist ein deutscher Pianist und Komponist sowie Wissenschaftler und Sozialarbeiter.

## Ausbildung
Hofmann-Engl besuchte das Gymnasium Fridericianum Erlangen. Er studierte am Meistersinger Konservatorium in Nürnberg Komposition, am Institut für Sakralmusik in Erlangen Klavier, später an der TU Berlin Musikwissenschaft, Philosophie und theoretische Physik. 2003 wurde er an der Keele University in Psychologie promoviert. Hofmann-Engl lebte von 1992 bis 2015 in London wo er als Pianist, Komponist, Wissenschaftler und Sozialarbeiter wirkte.
Von 1995 bis 2000 war er Vorsitzender der als Verein organisierten Chameleon Group of Composers. Hauptinteresse dieser Selbsthilfegruppe von in Croydon (South London) lebenden Komponisten war es, die traditionellen Strukturen des Musikgeschäftes – Musikverlage und Musikindustrie – zu umgehen bzw. zu unterlaufen, um unabhängig arbeiten und neue Strukturen aufbauen zu können. So organisierte die Gruppe zahlreiche Festivals und Konzerte mit zeitgenössischer Musik. Das Wort Chameleon als Name der Gruppe wurde gewählt, um der Vielfalt der Kompositionsstile unter den Mitgliedern Ausdruck zu verleihen.
Seit 1999 betreibt Ludger Hofmann-Engl eine Internetseite als Online-Plattform für Musik, Musiktheorie und Musikpsychologie. Der Kern der damaligen Gruppe bestand neben Ludger Hofmann-Engl aus dem Mitgründer und Henri-Pousseur-Schüler Peter Anthony Monk, den Komponisten Giles Easterbrook und Christopher Wood. In der aktiven Zeit der Gruppe zwischen dem Gründungsjahr 1995 und 2000 gab es 30 Uraufführungen sowie Kooperationen mit Gruppierungen in den USA.
Von 1997 bis 2000 beteiligten sich die Mitglieder an musikpädagogischen Projekten, die im Zusammenhang mit Schul- oder Bildungsprogrammen durch die britische Regierung gefördert wurden.
Die Anklage (Hofmann-Engl vs UK), das vereinigte Königreich hätte die europäischen Menschenrechte verletzt, wurde von Richter Hirvelä zurückgewiesen. Das veranlasste Hofmann-Engl nach Krakau (Polen) abzuwanderen, wo er seit 2015 lebt und wirkt.
Besonders im Bereich von Musikpsychologie hat seine Arbeit Anerkennung gefunden.

## Veröffentlichungen (Auswahl)
- Zweite Symphonische Arbeit, Vienna Modern Masters 1991 (VMM 3003), aufgeführt durch das Polish Radio Symphony Orchestra, Dirigent Szymon Kawalla
- Zwei Stücke (No. 1. und No. 2.) auf Music from 6 Continents (1991 Series), Vienna Modern Masters 1991 (heute Naxos digital)